# Life's Too Short
Life's Too Short é uma série televisiva de comédia britânica em formato de mocumentário, criado e escrito por Ricky Gervais e Stephen Merchant, a partir de uma ideia do ator Warwick Davis, sobre "a vida de um anão do showbiz". Davis interpreta uma versão fictícia de si mesmo, e Gervais e Merchant aparecem em papéis coadjuvantes como eles mesmos. O programa começou a ser exibido na BBC Two, em 10 de novembro de 2011. O canal HBO, que co-produziu a série com a BBC, obtém os direitos nos Estados Unidos e começou a transmitir a série em 19 de fevereiro de 2012.
Em janeiro de 2013, foi anunciado que Life's Too Short voltaria no final do ano com um especial que encerraria a série. O especial de uma hora foi ao ar em 30 de março de 2013, no Reino Unido, e em 5 de julho de 2013, nos EUA.

## Precedentes
A ideia da série surgiu quando Davis trabalhou com Gervais e Merchant em um episódio da segunda temporada de Extras, ocasião em que co-estrelou com Daniel Radcliffe. Gervais disse que o verdadeiro Warwick é engraçado e conta ótimas histórias e Stephen Merchant comentou que Davis surgiu com a ideia. Gervais e Merchant contataram a BBC sobre o desenvolvimento de um programa centrado em um personagem baseado em Davis. 
 "O verdadeiro Warwick nos conta essas grandes histórias. Eles são ouro de comédia. (O programa) é um cruzamento entre Extras, Curb Your Entusiasm e One Foot in the Grave, mas com um anão. Isso é engraçado e divertido." 
 Warwick dirige uma agência de talentos para anões e interpreta uma versão distorcida de si mesmo; ele é bastante vaidoso, arrogante e manipulador. Ele está fazendo este documentário para melhorar sua carreira, pois está passando por um divórcio conturbado e precisa do dinheiro. Warwick constantemente incomoda Rick e Stephen para conseguir algum trabalho. Em uma entrevista com Jonathan Ross, Davis disse que seu personagem é egoísta e sofre de Complexo de Napoleão, Gervais disse sobre o personagem: 
 "Ele se recusa a viver sua vida como uma pessoa com deficiência. Estamos criando um personagem empoderado, mas também lhe damos esses pontos fracos" Terceiro em nossa trilogia de seriados de TV...outra comédia observacional naturalista, lidando com problemas do dia-a-dia, pontos fracos humanos e gafes...mas com um anão." 

## Desenvolvimento
Gervais mencionou Life's Too Short pela primeira vez em seu blog, em fevereiro de 2010, quando ele e Merchant estavam escrevendo e escalando o elenco para o projeto.
O piloto da série foi encomendado pela BBC em abril de 2010. Gervais informou sobre o progresso em seu blog. Em abril de 2010, ele declarou: "Algumas notícias estão dizendo que o piloto de Life's Too Short que estamos gravando no verão será exibido. Não vai. É um piloto sem transmissão. Filmaremos toda a série antes que algo seja exibido. Não temos certeza de quantos episódios gravaremos (provavelmente 6) e não temos certeza de quando a série será exibida."
Gervais escreveu em seu blog em junho de 2010: "Encontrei a última locação hoje para o Life's Too Short. É ótimo fazer esse projeto. Assim como o The Office e Extras. Começando do zero, apenas eu e Steve em uma sala, criando um novo programa. Não existe nada melhor do que isso para mim." Mais tarde, ele escreveu que as filmagens do piloto foram realizadas entre junho e julho de 2010. Gervais comentou em julho de 2010: "Terminei o piloto do Life's Too Short também. Só tenho que escrever a série agora". A série foi produzida por Charlie Hanson, que anteriormente produziu Extras, e Michelle Farr. A série teve produção executiva de Gervais e Merchant, juntamente com Mark Freeland. Em 17 de setembro de 2010, a BBC anunciou, através da chefe da BBC Two, Janice Hadlow, e da chefe do departamento de comédia da BBC, Cheryl Taylor, que a série de seis episódios havia sido encomendada e seria filmada em 2011.
Em junho de 2010, enquanto conversava no Banff World Media Festival, Gervais descreveu Life's Too Short como "a coisa mais engraçada que já fizemos". Gervais disse ao The Hollywood Reporter: "Estamos nos divertindo muito trabalhando com Warwick. Ele é um dos homens mais engraçados que eu conheço." Stephen Merchant disse sobre Davis: "Warwick é muito engraçado, um comediante muito físico do qual realmente fizemos uso... Ele é muito carismático, muito charmoso... fiquei muito satisfeito. Ele é uma verdadeira estrela da comédia a ser descoberto."
Gervais relatou em seu blog sobre o progresso de escrever Life's Too Short em novembro de 2010: "Tivemos uma ótima semana escrevendo Life's Too Short . É a parte mais difícil, a parte mais importante e a mais revigorante", e em um post posterior: "Escrevi um dos esboços mais engraçados que já fizemos para o Life's Too Short. Seis horas de trabalho duro por um tempo potencial de tela de dois minutos". Em janeiro de 2011, ele relatou que ainda estava trabalhando nos roteiros do programa e em fevereiro ele e Merchant estavam tentando terminar de escrever Life's Too Short.
Em março de 2011, Gervais publicou em seu blog: "Preparando-se para filmar Life's Too Short". Merchant confirmou que as filmagens começariam em maio de 2011. Os membros do elenco incluem Jo Enright, que interpretou a esposa de Warwick Davis no piloto, Shaun Williamson, que interpretou a si mesmo (conhecido como "Barry off EastEnders") em Extras, Cat Deeley, Rosamund Hanson,[carece de fontes?] Kiruna Stamell e Jamie Dodd.[carece de fontes?] O boxeador Mike Tyson também pediu a Gervais que o considerasse um papel.
Em 31 de março de 2011, Gervais confirmou em seu blog que "basicamente temos os primeiros rascunhos de todos os sete episódios de Life's Too Short agora. Sim sete!". Como o piloto já foi filmado, a série será composta por oito episódios. Em 1º de abril, ele declarou: "Comecei escalar o elenco de Life's Too Short esta semana também. Muito divertido." Em 29 de abril, ele escreveu "Fiz a última escalação de elenco hoje em Life's Too Short. Algumas participações especiais incríveis também. Vocês já sabem do [Johnny] Depp, mas espero que consigamos manter alguns dos outros realmente grandes nomes em segredo. Não apenas por causa do fator surpresa, mas porque tira o foco da essência real da série." Em 11 de maio, o elenco teve sua primeira leitura de todos os sete episódios e os ensaios começaram na semana de 16 de maio de 2011, com Gervais comentando: "Nós montamos um elenco incrível, então deve ser uma alegria". As filmagens começaram em 30 de maio de 2011.
Em 22 de junho de 2011, foi anunciado que Sting e Steve Carell estariam filmando aparições para a série. O teaser lançado no mesmo dia contou com Keith Chegwin, Les Dennis e Shaun Williamson, além das três principais estrelas. Em 11 de julho, Gervais deu a entender em seu blog que uma participação especial relacionada a Doctor Who estaria no programa, além de postar um link para um vídeo do YouTube dele e Warwick Davis filmado no set de Life's Too Short. No início da semana, ele havia publicado no blog sobre como "o personagem favorito de Matt Groening no The Office fará uma participação especial em Life's Too Short", junto com uma fotografia tirada no set do ator Ewen MacIntosh, que interpretou Big Keith no The Office.
As filmagens principais duraram oito semanas, terminando em 22 de julho de 2011.
Gervais e Davis participaram de uma sessão de perguntas e respostas para discutir a criação de Life's Too Short, no Edinburgh Fringe Festival, em agosto de 2011.
Um documentário de meia hora, The Making of Life's Too Short, foi ao ar na BBC Two e na BBC HD em 5 de novembro de 2011, antes do início da série.
Depois que a primeira temporada terminou de ser exibida, Gervais confirmou via Twitter que uma segunda temporada havia sido encomendada para o início de 2013. Apesar disso, Gervais afirmou em seu blog que "estamos pensando em ir direto ao Especial de Natal. Mais preguiçoso e preguiçoso. Agora, é uma série e um especial. Ha ha."

## Elenco
- Warwick Davis como ele mesmo
- Ricky Gervais como ele mesmo
- Stephen Merchant como ele mesmo
- Steve Brody como Eric
- Rosamund Hanson como Cheryl
- Jo Enright como Sue
- Shaun Williamson como ele mesmo
- Les Dennis como ele mesmo
- Keith Chegwin como ele mesmo

### Participações especiais
- Liam Neeson (Episódio 1)
- Johnny Depp (Episódio 2)
- Helena Bonham Carter (Episódio 3)
- Right Said Fred (Episódio 4)
- Steve Carell (Episódio 4)
- Ramin Karimloo (Episódio 5)
- Cat Deeley (Episódio 6)
- Ewen MacIntosh (Episódio 6)
- Sting (Episódio 7)
- Sophie Ellis-Bextor (Episódio 7)
- Val Kilmer (Episódio 8)

## Recepção

### Recepção da crítica no Reino Unido
No Reino Unido, a primeira temporada recebeu principalmente críticas mistas. David Butcher, do Radio Times, apresentou sua resenha do episódio seis com "mais uma semana, mais uma mistura repugnante de comédia e coisas desagradáveis". Muitas críticas foram profundamente críticas à redação - Gwilym Mumford, do The Guardian, achava que os roteiristas Gervais e Merchant estavam "no piloto automático", referindo-se ao programa como "coisas surpreendentemente preguiçosas, compostas de pouco mais do que uma lista previsível de tabus e quiproquós" e o jornalista do The Independent, Robert Epstein, também o classificou como um "derivado de má qualidade" e potencialmente degradante. TJ Barnard, editor associado do WhatCulture!, chamou o programa de "uma bagunça. É sem rumo, indulgente, auto-plagiador e frio."
No entanto, a análise do sétimo episódio da revista Metro foi um pouco mais positiva, dizendo: "Life's Too Short foi ao ar esta noite com um episódio que foi mais do que ligeiramente melhor do que os seis anteriores, não apenas a trama foi mais forte do que nas semanas anteriores, como também houve algumas cenas genuinamente engraçadas, principalmente uma discussão entre Gervais e Merchant sobre caridade. E Steve Brody como o contador depressivo/comediante involuntário de Warwick continuou a brilhar."
Críticas mais positivas podem ser encontradas no The Telegraph, onde Gerald O'Donovan elogiou o programa por seus "momentos hilários e constrangedores". Da mesma forma, Caroline Frost, do The Huffington Post, aplaudiu tanto o roteiro quanto a atuação após o primeiro episódio, proclamando que "Gervais e Merchant tiraram outro da cartola".
Enquanto o primeiro episódio obteve uma alta audiência no Reino Unido, os espectadores caíram 40% na semana seguinte e, no quinto episódio, as audiência noturnas caíram para abaixo de um milhão, para 997.000 - uma queda de 35% na audiência média em seu horário no Reino Unido.
A reação da crítica ao especial da Páscoa foi mais positiva. Dan Owen, do msn.tv, disse que "este especial da Páscoa foi um dos melhores episódios de Life's Too Short e proporcionou risadas e diversão suficientes para agradar a maioria dos telespectadores". Ele sentiu que o especial parecia um novo piloto para o programa que "corrigiu alguns problemas". Ele achava que Keith Chegwin, Shaun Williamson e Les Dennis foram os mais engraçados do especial. No geral, ele deu as 3 estrelas de cinco. O Metro concordou em dizer: "havia risos aqui, principalmente das palhaçadas de Williamson, Chegwin e Dennis". O Guardian elogiou o episódio e o chamou de "uma peça de gênio" e o admirou por ter "terminado com uma ousadia de tirar o fôlego".
Harry Venning, do The Stage, deu uma crítica positiva da primeira temporada e também uma crítica positiva do especial: "Minha comédia favorita de 2011 teve uma última reviravolta. Infelizmente, parece que não haverá segunda temporada". Ele achava que Rosamund Hanson roubava as cenas como a secretária Cheryl. Ele concluiu que, em geral, Life's Too Short foi "dolorosamente pungente, bem jogado e constantemente inventivo, este especial de uma hora provou conclusivamente que o próprio final de Life's Too Short também foi prematuro."

### Recepção da crítica nos Estados Unidos
Nos Estados Unidos, o programa recebeu críticas geralmente positivas. No Metacritic, que atribui uma classificação média ponderada de 100 dos principais críticos, o programa recebeu uma pontuação média de 63, com base em 14 avaliações, o que indica "Avaliações geralmente favoráveis". No Rotten Tomatoes, o programa detém uma classificação de 55% com base em 33 críticos, com a consenso da crítica atestando: "Life's Too Short é agradavelmente grosseira, mas se apoia fortemente nos trabalhos anteriores de Ricky Gervais e Stephen Merchant".